# Harzweg 26 (Quedlinburg)

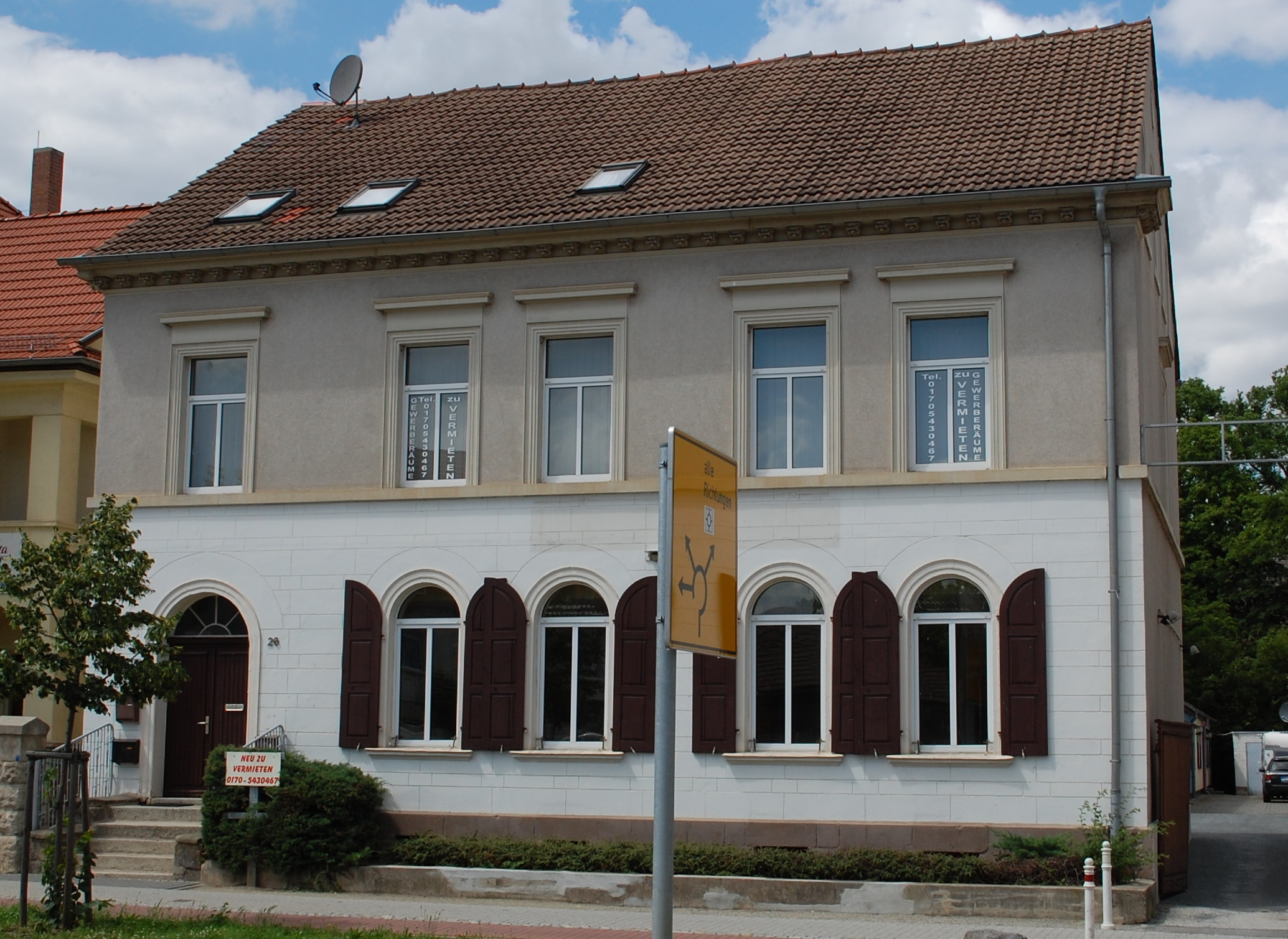
Harzweg 26

Das Haus Harzweg 26 ist ein denkmalgeschütztes Gebäude in Quedlinburg in Sachsen-Anhalt.

## Lage
Das im Quedlinburger Denkmalverzeichnis eingetragene Wohnhaus befindet sich südlich der Quedlinburger Altstadt.

## Architektur und Geschichte
Das Gebäude wurde Mitte des 19. Jahrhunderts in massiver Bauweise in klassizistischem Stil errichtet. An der Fassade findet sich eine Putzquaderung. Die Fenster und die Tür im Erdgeschoss sind als Rundbögen ausgeführt. Im Jahr 1891 wurde das Haus aufgestockt.